# Zeng Liansong

Diseño original de la bandera propuesta por Zeng Liansong.

Zeng Liansong (chino simplificado: 曾联松, chino tradicional: 曾聯松, pinyin: Zeng Liansong) (17 de diciembre de 1917 - 19 de diciembre de 1999) fue el diseñador de la bandera de la República Popular China. Era originario de Ruian, Wenzhou, provincia de Zhejiang.
Entró en el departamento de economía de la Universidad Nacional Central (Universidad de Nankín) en 1936. Durante la segunda guerra sino-japonesa, participó en el enfrentamiento contra las fuerzas japonesas. También fue miembro de la comisión permanente del comité de la Conferencia Consultiva Política del Pueblo Chino de Shanghái.